# Boljevci

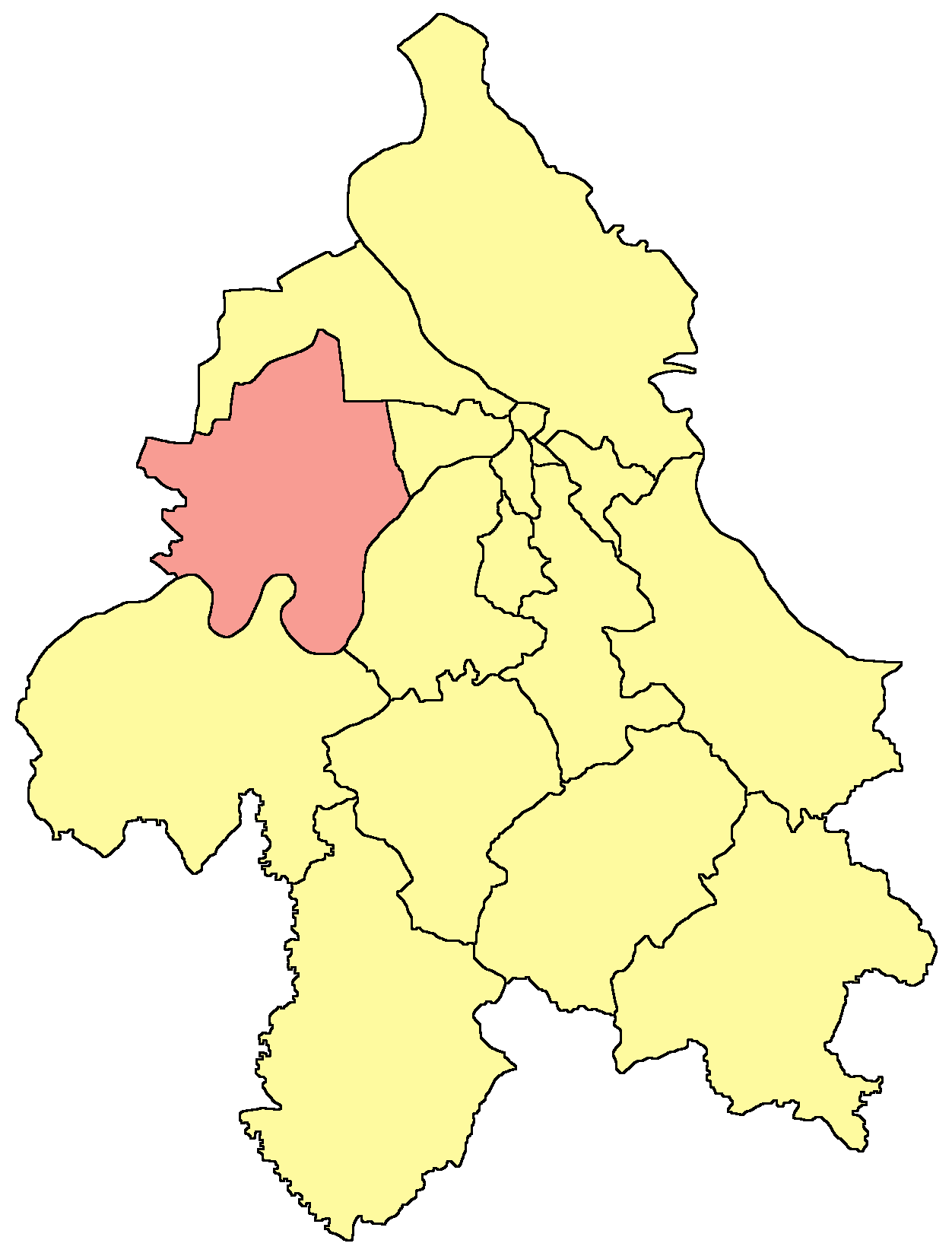
Localisation de la municipalité de Surčin dans la Ville de Belgrade

Boljevci (en serbe cyrillique : Бољевци) est une localité de Serbie située dans la municipalité de Surčin et sur le territoire de la Ville de Belgrade. Au recensement de 2011, elle comptait 4 017 habitants.
Boljevci, officiellement classé parmi les villages de Serbie, est situé sur les bords de la Save, à 12 km de Surčin et à 30 km du centre-ville de Belgrade. La localité se trouve dans la région de Syrmie, et dans la sous-région de Podlužje, à l'est de la forêt de Bojčin.

## Démographie

### Évolution historique de la population
| 1948  | 1953  | 1961  | 1971  | 1981  | 1991  | 2002  | 2011  |
| ----- | ----- | ----- | ----- | ----- | ----- | ----- | ----- |
| 3 356 | 3 648 | 4 855 | 4 011 | 3 990 | 4 284 | 4 056 | 4 017 |

|  |